# Gmina Starše
Starše – gmina w Słowenii. W 2002 roku liczyła 3955 mieszkańców.

## Miejscowości
Miejscowości wchodzące w skład gminy Starše:
- Brunšvik
- Loka
- Marjeta na Dravskem polju
- Prepolje
- Rošnja
- Starše – siedziba gminy
- Trniče
- Zlatoličje